# Svizzera all'Eurovision Song Contest 2004
La Selezione Svizzera per l'Eurofestival 2004 si svolse a Ginevra il 6 marzo 2004 e presentata da Jean-Marc Richard.

## Canzoni in ordine di classifica
| Posizione | Canzone                | Artista                           |
| 1.        | Celebrate              | Piero Esteriore & The Music Stars |
| 2.        | By Your Side           | Mario Pacchioli                   |
| 3.        | Le monde danse         | Caroline Agostinio                |
| 4.        | You Are Pretty         | A-Live                            |
| 5.        | Something New          | Carmen Fenk                       |
| 6.        | Dove nascono gli amori | Antonella Lafortezza              |
| 7.        | Fly Away               | Tiffen                            |
| 7.        | The Ghost Of You       | Daniela Brun                      |
| 9.        | Sicuramente uomini     | Mauro Sabbioni                    |
| 10.       | Je rêve d'un monde     | Lorenzo Marra                     |
| 11.       | L'île de lumière       | Fanny                             |
| 12.       | Heb ab                 | Irina                             |